# HD 24479
HD 24479 är en ensam stjärna i den mellersta delen av stjärnbilden Giraffen. Den har en  skenbar magnitud av ca 4,95 och är svagt synlig för blotta ögat där ljusföroreningar ej förekommer. Baserat på parallaxmätning inom Hipparcosuppdraget på ca 9,0 mas, beräknas den befinna sig på ett avstånd på ca 360 ljusår (ca 111 parsek) från solen. Den rör sig bort från solen med en heliocentrisk radialhastighet på ca 5 km/s.

## Egenskaper
HD 24479 är en vit till blå underjättestjärna av spektralklass B9 IV, som utvecklas bort från huvudserien. Stjärnan har tidigare (1969) klassificerats med B9.5 V. Den har en massa som är ca 3,1 solmassor, en radie som är ca 3,1 solradier och har ca 156 gånger solens utstrålning av energi från dess fotosfär vid en effektiv temperatur av ca 10 500 K.